# ویلفردو گومس
ویلفردو گومس (اسپانیایی: Wilfredo Gómez‎؛ زادهٔ ۲۹ اکتبر ۱۹۵۶) بوکسور اهل ایالات متحده آمریکا بود.